# IWBank
IW Bank S.p.A. es un banco en línea italiano pionero en la oferta de productos y servicios de Operaciones bursátiles en línea. Además de Italia, está presente en otros países europeos como Francia, Luxemburgo, Gran Bretaña, Austria, Alemania y desde principios del 2008 también en España.

## Historia
Nacida en el 1999, como @Imiweb Sim, por iniciativa de Banca IMI, para ofrecer servicios de transacciones en línea en Bolsa. Dos años más tarde, se transforma en Imiweb Bank, convirtiéndose en una banca a todos los efectos, accesible utilizando exclusivamente los canales Internet y teléfono.
En el 2003 Imiweb Bank fue comprada al 80% por Centrobanca y posteriormente se cambia el nombre por el actual. 
En el 2004 cambia ulteriormente el orden societario. La dirección adquiere así el 29% de la sociedad por Centrobanca a través de la sociedad ad hoc Qwerty.
En el 2006 IMI vende a BPU Banca el 20% de la sociedad que aún poseía. En el mes de diciembre viene considerada la cuotación en la Bolsa de Milán.
En el 2007, tras un aumento de capital, IWBank es una sociedad cotizada en el mercado Expandi, organizado y gestionado por la Bolsa de Italia. Este año se cierra con la completa adquisición de la sociedad InvestNet International S.A., creándose el Grupo IWBank.
En el 2009 Gruppo UBI cambia la Dirección de IWBank y Centrobanca cede el 4,75% del capital social de IWBank a Medinvest International, sociedad especializada en inversiones industriales y financieras. A finales de este año se completa además la adquisición de la sociedad Twice SIM.

## Accionistas
El flotante es del 11,11%. Centrobanca retiene el 23,50%, UBI Banca el 55,06% y Medinvest International SCA (Webstar SA) el 10,34%.

## Participaciones
IWBank es desde el 2007 a la cabeza de un grupo de sociedades de ámbito bancario, todas ellos poseídas al 100%:

- InvestNet International S.A.
- InvestNet Italia S.p.A.
- InvestNet Work Iberica S.p.A.
- Twice SIM